# Karel Španělský
Karel Španělský, Carlos de Austria, don Carlos (8. července 1545, Valladolid – 24. července 1568, Madrid) byl španělský infant, kníže asturijský a z Girony a hrabě z Cervery.

## Daň za blízké příbuzenství
Byl nejstarším potomkem španělského krále Filipa II. z prvního manželství s portugalskou princeznou Marií, která zemřela krátce po jeho narození. Jeho rodiče byli blízkými příbuznými – měli společné oba dědečky a obě babičky.
Mnoho jeho psychických a fyzických nemocí mohlo pramenit právě z častého míchání rodu Habsburků a královské rodiny z Portugalska a Španělska. Brzy se začaly projevovat první příznaky duševní nestability, jako např. nepřiměřené chování a návaly vzteku. Měl deformovaná záda, pravou polovinu těla méně vyvinutou a kulhal.

## Infantův život

### Mládí
Mládí prožil v Madridu pod dohledem svých tet, španělských infantek Marie a Jany, neboť král byl v letech 1554–1559 převážně v Anglii kvůli sňatku s anglickou královnou Marií Tudorovnou. Karel už jako dítě týral malá zvířata. Učení mu dělalo velké potíže.
Přestože Karlova duševní porucha se stávala stále horší, byl v roce 1560 uznán jako dědic královského trůnu. Filip II. následně rozhodl, že není schopen vládnout a vyloučil ho z následnictví.

### Dospívání

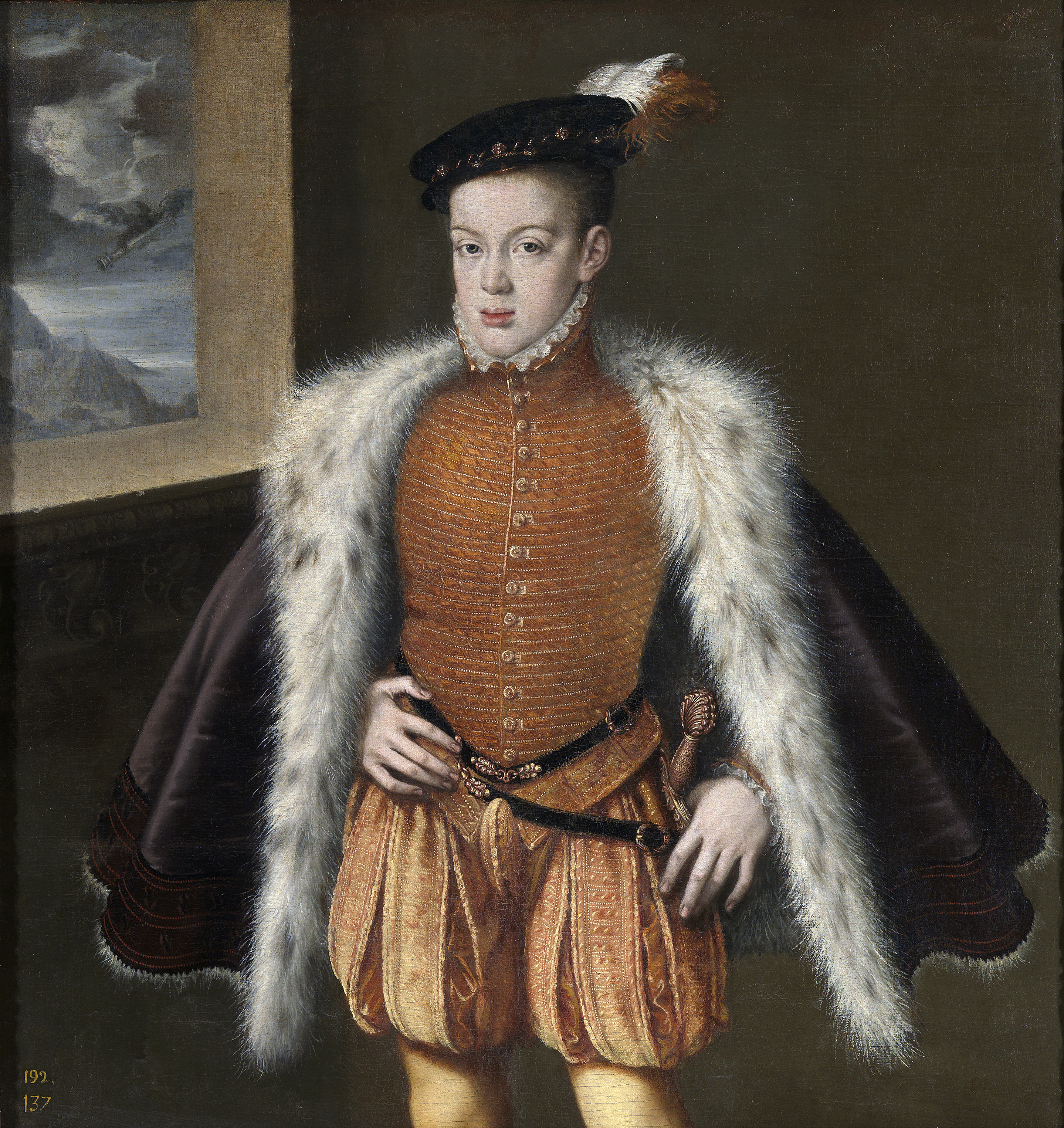
Carlos de Austria kolem roku 1558

Od roku 1561 žil v Alcalá de Henares, kde navštěvoval spolu s královským levobočkem donem Juanem tamní univerzitu. V roce 1562 se Karlovi stala nehoda, říká se, že to byl pád ze schodů, po kterém následovala těžká nemoc a občasná ztráta zraku. Pád zapříčinil těžké poranění hlavy. Lékaři mu museli odstranit část lebky. Po svém zotavení byl Filipem II. v roce 1564 jmenován členem Státní rady. Byl to neúspěšný pokus o zapojení Karla do chodu země. Karel se stal mimořádně divokým a nepředvídatelným. Měl násilnické výbuchy a začal nadměrně pít, jak v soukromí, tak na veřejnosti. Karlovu duševní poruchu ilustruje i to, že týral koně a na služebnictvo i na ministry útočil nožem.
Během svého krátkého života byl dvakrát zasnouben – nejdříve s francouzskou princeznou Alžbětou, a poté s Annou Habsburskou. Obě dvě snoubenky se shodou okolností nakonec staly manželkami Karlova otce Filipa II., který obě přežil.

### Domácí vězení a smrt
V roce 1567 se pokusil uprchnout do Nizozemí, ale přičiněním dona Juana v tom bylo Karlovi zabráněno. Od ledna roku 1568 byl v domácím vězení, kde ještě téhož roku zemřel. Protestoval pravidelnými hladovkami, které společně s následnou žravostí podlomily jeho již tak křehké zdraví a vedly k předčasnému skonu. Dlouhou dobu se proslýchalo, že byl otráven. Pro toto tvrzení neexistuje žádný důkaz. Je mnohem pravděpodobnější, že Karel zemřel přirozenou smrtí. Pohřben byl v El Escorialu.

## Zajímavosti
Don Carlos je pravděpodobně nejlépe známý jako hrdina z tragédie Fridricha Schillera a Verdiho opery Don Carlos.

## Vývod z předků
|                 |                       |  |                       |                             |  |  |  |  |  |  |  | Maxmilián I. Habsburský |
|                 |                       |  |                       |                             |  |  |  |  |  |  |  |                         |
|                 | Filip I. Kastilský    |  |                       |                             |  |  |  |  |  |  |  |                         |
|                 |                       |  |                       |                             |  |  |  |  |  |  |  |                         |
|                 |                       |  |                       | Marie Burgundská            |  |  |  |  |  |  |  |                         |
|                 |                       |  |                       |                             |  |  |  |  |  |  |  |                         |
|                 | Karel V.              |  |                       |                             |  |  |  |  |  |  |  |                         |
|                 |                       |  |                       |                             |  |  |  |  |  |  |  |                         |
|                 |                       |  |                       | Ferdinand II. Aragonský     |  |  |  |  |  |  |  |                         |
|                 |                       |  |                       |                             |  |  |  |  |  |  |  |                         |
|                 | Jana I. Kastilská     |  |                       |                             |  |  |  |  |  |  |  |                         |
|                 |                       |  |                       |                             |  |  |  |  |  |  |  |                         |
|                 |                       |  |                       | Isabela I. Kastilská        |  |  |  |  |  |  |  |                         |
|                 |                       |  |                       |                             |  |  |  |  |  |  |  |                         |
|                 | Filip II. Španělský   |  |                       |                             |  |  |  |  |  |  |  |                         |
|                 |                       |  |                       |                             |  |  |  |  |  |  |  |                         |
|                 |                       |  |                       | Ferdinand Portugalský       |  |  |  |  |  |  |  |                         |
|                 |                       |  |                       |                             |  |  |  |  |  |  |  |                         |
|                 | Manuel I. Portugalský |  |                       |                             |  |  |  |  |  |  |  |                         |
|                 |                       |  |                       |                             |  |  |  |  |  |  |  |                         |
|                 |                       |  |                       | Beatrice, vévodkyně z Viseu |  |  |  |  |  |  |  |                         |
|                 |                       |  |                       |                             |  |  |  |  |  |  |  |                         |
|                 | Isabela Portugalská   |  |                       |                             |  |  |  |  |  |  |  |                         |
|                 |                       |  |                       |                             |  |  |  |  |  |  |  |                         |
|                 |                       |  |                       | Ferdinand II. Aragonský     |  |  |  |  |  |  |  |                         |
|                 |                       |  |                       |                             |  |  |  |  |  |  |  |                         |
|                 | Marie Aragonská       |  |                       |                             |  |  |  |  |  |  |  |                         |
|                 |                       |  |                       |                             |  |  |  |  |  |  |  |                         |
|                 |                       |  |                       | Isabela I. Kastilská        |  |  |  |  |  |  |  |                         |
|                 |                       |  |                       |                             |  |  |  |  |  |  |  |                         |
| Karel Španělský |                       |  |                       |                             |  |  |  |  |  |  |  |                         |
|                 |                       |  |                       |                             |  |  |  |  |  |  |  |                         |
|                 |                       |  | Ferdinand Portugalský |                             |  |  |  |  |  |  |  |                         |
|                 |                       |  |                       |                             |  |  |  |  |  |  |  |                         |
|                 | Manuel I. Portugalský |  |                       |                             |  |  |  |  |  |  |  |                         |
|                 |                       |  |                       |                             |  |  |  |  |  |  |  |                         |
|                 |                       |  |                       | Beatrice, vévodkyně z Viseu |  |  |  |  |  |  |  |                         |
|                 |                       |  |                       |                             |  |  |  |  |  |  |  |                         |
|                 | Jan III. Portugalský  |  |                       |                             |  |  |  |  |  |  |  |                         |
|                 |                       |  |                       |                             |  |  |  |  |  |  |  |                         |
|                 |                       |  |                       | Ferdinand II. Aragonský     |  |  |  |  |  |  |  |                         |
|                 |                       |  |                       |                             |  |  |  |  |  |  |  |                         |
|                 | Marie Aragonská       |  |                       |                             |  |  |  |  |  |  |  |                         |
|                 |                       |  |                       |                             |  |  |  |  |  |  |  |                         |
|                 |                       |  |                       | Isabela I. Kastilská        |  |  |  |  |  |  |  |                         |
|                 |                       |  |                       |                             |  |  |  |  |  |  |  |                         |
|                 | Marie Portugalská     |  |                       |                             |  |  |  |  |  |  |  |                         |
|                 |                       |  |                       |                             |  |  |  |  |  |  |  |                         |
|                 |                       |  |                       | Maxmilián I. Habsburský     |  |  |  |  |  |  |  |                         |
|                 |                       |  |                       |                             |  |  |  |  |  |  |  |                         |
|                 | Filip I. Kastilský    |  |                       |                             |  |  |  |  |  |  |  |                         |
|                 |                       |  |                       |                             |  |  |  |  |  |  |  |                         |
|                 |                       |  |                       | Marie Burgundská            |  |  |  |  |  |  |  |                         |
|                 |                       |  |                       |                             |  |  |  |  |  |  |  |                         |
|                 | Kateřina Habsburská   |  |                       |                             |  |  |  |  |  |  |  |                         |
|                 |                       |  |                       |                             |  |  |  |  |  |  |  |                         |
|                 |                       |  |                       | Ferdinand II. Aragonský     |  |  |  |  |  |  |  |                         |
|                 |                       |  |                       |                             |  |  |  |  |  |  |  |                         |
|                 | Jana I. Kastilská     |  |                       |                             |  |  |  |  |  |  |  |                         |
|                 |                       |  |                       |                             |  |  |  |  |  |  |  |                         |
|                 |                       |  |                       | Isabela I. Kastilská        |  |  |  |  |  |  |  |                         |
|                 |                       |  |                       |                             |  |  |  |  |  |  |  |                         |